# Broken Ways
Broken Ways è un cortometraggio muto del 1913 diretto da D.W. Griffith. Di genere western, la pellicola è interpretata da Henry B. Walthall, Blanche Sweet e Harry Carey. In ruoli minori, alcuni degli attori più noti della scuderia Biograph, nomi fissi della squadra che faceva capo a Griffith, quali Mae Marsh, Robert Harron, Dorothy Gish, Alfred Paget.

## Produzione
Il film fu prodotto dalla Biograph Company. Venne girato in California, a Beale's Cut, Newhall.

## Distribuzione
Distribuito dalla General Film Company, il film - un cortometraggio di una bobina - uscì nelle sale cinematografiche statunitensi l'8 marzo 1913.